# Simulium maranguapense
Simulium maranguapense är en tvåvingeart som beskrevs av Pessoa, Rios-velasquez och Py-daniel 2005. Simulium maranguapense ingår i släktet Simulium och familjen knott. Inga underarter finns listade i Catalogue of Life.